# Пивнички пуч
Пивнички пуч, такође познат као Минхенски пуч, био је неуспешни државни удар, који се одиграо од вечери четвртка, 8. новембра до раног поподнева петка, 9. новембра, 1923. када су вођа нацистичке партије, Адолф Хитлер, славни генерал из Првог светског рата, Ерих Лудендорф, и друге вође Кампфбунда, неуспешно покушали да преузму власт у Минхену, у Баварској (Немачка).

## Позадина
Пивнице у јужним немачким градовима су огромне грађевине у којима се стотине па и хиљаде људи окупљају током вечери, пију пиво из камених кригли, и певају пивске песме. Ова места су такође била погодна за политичке скупове. Једна од највећих пивница у Минхену је била Биргербреу Келер, где је пуч отпочео.
Немачка моћ и престиж су били уништени након Првог светског рата, што је у Хитлеровим очима представљало још једну издају. Бивши каплар, и енергични говорник, који се у хаотичној политичкој атмосфери у послератном Минхену брзо успео на чело мале Национал-социјалистичке партије, је имао иза себе око 15.000 јуришника који су представљали неколико десничарских баварских политичких група - Кампфбунд. Хитлер је најавио да ће почев од 27. септембра 1923. одржати 14 масовних окупљања. Ово је навело баварског премијера Еугена Ритера фон Книлинга да прогласи ванредно стање, и именује Густава Ритера фон Кара, баварског комесара, шефа баварске државне полиције, пуковника Ханса фон Зајсера, и генерала Рајсхвера, Ота фон Лосова за диктаторе (били су названи тријумвирима) како би одржали ред.
Хитлер је, са другим вођама Кампфбунда, покушавао да убеди тријумвире, вође конзервативно-националистичко-монархистичких група, да изврше марш на Берлин и преузму власт. У априлу, пре успостављања тријумвирата, Хитлер је готово свакодневно звао фон Кара. Обојица су планирали да искористе оног другог како би се уздигли на власт. Фон Кар је хтео да обнови монархију; Хитлер је хтео да постане диктатор.

## Пуч
Покушај пуча је био извршен по узору на Мусолинијев успешни Марш на Рим. Даље, када је схватио да фон Кар или покушава да га контролише, или да губи храброст (историја је овде нејасна), Хитлер је одлучио да преузме ствари у своје руке. Планирао је да користи Минхен као базу у борби против владе немачке Вајмарске Републике у Берлину. Хитлер је, са великим СА одредом, дошао пред минхенску пивницу, Bürgerbräukeller, где је фон Кар држао говор пред 3.000 људи. Под окриљем таме, 600 Хитлерових јуришника је опколило пивницу, и митраљез је постављен према главном улазу. Хитлер је, окружен својим сарадницима, Херманом Герингом, Алфредом Розенбергом, Рудолфом Хесом, и Улрихом Графом, ујурио кроз врата пивнице у 20:30, пуцао у плафон, и скочио на столицу викнувши,
„Избила је национална револуција! У хали је шест стотина људи. Нико не сме да изађе. Баварска влада и влада у Берлину су смењене. Нова влада ће одмах бити формирана. Бараке Рајхсвера и полиције су окупиране. Полиција и војска су се окупиле под свастиком.“
Хитлер је, држећи их на нишану, у просторију увео фон Кара, фон Зајсера и фон Лосова, и тражио од њих да подрже његов марш на Берлин, или ће бити упуцани. Очекивао је да ће од њих добити тренутну подршку. Ово се, међутим, није догодило. Уследила је пат позиција, током које су држани говори, никоме није било допуштено да оде, а људи из Хитлерове пратње су сакупили премијера фон Книлинга и његов кабинет као таоце из публике (касније им се придружио и познати јеврејски банкар, Лудвиг Васерман).
У међувремену су двојица људи послати са задатком да покупе генерала Лудендорфа, чија је слава требало да буде искоришћена да да нацистима кредибилитет. Лудендорф се појавио око 20:40, по плану. Када је Лудендорф стигао, Хитлер је телефонирао Ернсту Рему, који је чекао са групом припадника СА у другој пивници, Löwenbräukeller, и наредио му да заузме кључне зграде у граду. Истовремено су учесници завере мобилисали студенте оближње официрске пешадијске школе да заузму друге циљеве.
По доласку, Лудендорф је уведен у споредну собу, где су држани тријумвири, и придружио се покушајима Хитлера и других да убеде тријумвире да промене мишљење. Због повика из пивнице, и Лудендорфовог притиска, један по један од тријумвира је попустио. Вратили су се у пивницу, одржали говоре, руковали се, а затим је људима било дозвољено да иду. Направивши тактичку грешку, Хитлер је одлучио да напусти пивницу убрзо затим, како би се позабавио кризама на другим локацијама. Око 22:30, Лудендорф је пустио фон Кара и његове сараднике.
Цела ноћ је била обележена конфузијом и нередима међу владиним званичницима, оружаним снагама и полицијским јединицама и појединцима, који су се опредељивали за страну. Јединице Кампфбунда су се растрчале како би се наоружале из тајних скровишта, и запоселе зграде. Око 3 изјутра, дошло је до првих жртава пуча, када је локални гарнизон Рајхсвера опазио Ремове људе који су излазили из пивнице. Они су пали у заседу док су покушавали да дођу до војних барака, и морали су да се повуку. У међувремену, официри Рајхсвера су подигли узбуну у целом гарнизону, и позвали појачања. Сачињен је списак виђенијих Јевреја, и одреди СА су послати да их похапсе. Ови Јевреји су били под ударом вандализма и терора. Неки су одведени у притвор, док су други побегли. Страни аташеи су такође заробљени у својим хотелским собама, и стављени под кућни притвор.
Рано изјутра, Хитлер је наредио да се као таоци ухвате чланови Минхенског градског савета. Затим је послао официра за комуникације Кампфбунда, Макса Нојнцерта, да позове у помоћ баварског принца, Рупрехта, да посредује између фон Кара и пучиста. Нојнцерт није успео у овој мисији.
До средине јутра 9. новембра, постало је јасно да пуч не напредује, и Хитлер је био очајан. Пучисти нису знали шта да раде, и били су спремни да се предају. У овом тренутку, Лудендорф је узвикнуо Wir marschieren! (Марширајмо!) и Ремове и Хитлерове снаге (укупно око 2.000 људи) су кренули у марш без плана куда да иду. Лудендорф их је одвео пред Баварско министарство одбране. Међутим, код Одеонплаца, су се срели са око 100 војника који су блокирали пут, под командом вишег поручника државне полиције, барона Михаела фон Година. Дошло је до размене ватре, и четворица државних полицајаца и четрнаесторица пучиста су погинули. Овде је настала Блутфане (крвава застава). Хитлер и Херман Геринг су рањени, Геринг је успео да побегне, док је Хитлер ухваћен убрзо затим.

### Противнапад
Полиција и државна полиција су први пут обавештене о нередима од стране двојице полицијских детектива стационираних пивници Löwenbräukeller (где се налазио Рем). Ови извештаји су стигли до мајора државне полиције, Сигмунда фон Имхофа. Он је одмах позвао све своје зелене полицијске јединице, и наредио им да заузму централну телеграфску станицу, и телефонску централу. Међутим, његов најзначајнији чин је био да обавести војног команданта Минхена, генерал-мајора Јакоба фон Данера. Као прави аристократа, он се гнушао малог каплара и оних фрајкорских банда грубијана. Такође није пуно ценио свог команданта, фон Лосова, бедног човека. Био је решен да угуши пуч са фон Лосовим или без њега. Генерал Данер је поставио штаб у баракама 19. пешадијског пука, и узбунио све војне јединице.
У међувремену, капетан Карл Вилд, сазнавши за пуч од оних који су учествовали у маршу, је мобилисао своје снаге да чувају фон Карову зграду владе, Комесаријат, са наређењима да пуцају.
Око 23:00, фон Данер, заједно са генералом Адолфом фон Руитом и генералом бароном Фридрихом Кресом фон Кресенштајном, је натерао фон Лосова да одбаци пуч.
Један члан кабинета није био у пивници: Франц Мат, вице-премијер и министар образовања и културе. Он је био врло конзервативни католик, и вечерао је са кардиналом Михаелом фон Фаулхабером, и папским нунцијем, монсињором Еугенијем Пачелијем (који је касније постао папа, Пије XII), када је сазнао за пуч. Одмах је телефонирао фон Кару. Када је видео да је фон Кар колебљив и несигуран, Мат је одлучно почео да планира успостављање остатака владе у егзилу у Регензбургу, и саставио је проглас у коме је позвао све полицијске, војне, и цивилне службенике да остану лојални влади.
Активности ове неколицине људи су довеле пуч пред пропаст.

## Последице
Након вести о успеху реакционарних елемената, и мистерије у вези са Хитлеровом локацијом, дивљи нереди и збрка су избили широм Минхена. У суботу је 4.000 студената Минхенског универзитета правило нереде, и марширало до места где се догодио обрачун како би положили венце. (Наставили су са нередима до понедељка кад се сазнало да је Хитлер ухапшен.) Фон Кар и фон Лосов су прозвани јудама и издајницима.

Три дана након пуча, Хитлер је ухапшен и оптужен за издају. Неки од његових сарадника завереника су ухапшени, док су остали побегли у Аустрију. Извршена је рација у седишту Нацистичке партије, и њене новине, Фелкишер беобахтер су забрањене.
Ово нису били Хитлерови први сукоби са законом. У инциденту септембра 1921, он и неколицина припадника СА су прекинули скуп Бајернбунда, и нацисти који су тамо отишли да изазову нереде су зато ухапшени. Хитлер је одслужио мало преко месец дана од тромесечне казне затвора.
Суђење Хитлеру је почело 26. фебруара 1924. и Хитлер је заједно са Хесом осуђен на пет година Фестунгхафта (дословно, притвор у тврђави) због издаје. Фестунгхафт је био тип затвора у коме није било присилног рада, ћелије су биле релативно удобне, а затвореницима је било допуштено да примају вишесатне посете готово свакодневно. Ово је била уобичајена казна за људе за које би судија веровао да су имали часне, али погрешно усмерене мотиве.
И од ове прилично благе казне, Хитлер је одслужио само мало преко осам месеци. Услед ратних заслуга и веза, Лудендорф је ослобођен. Рем и доктор Вилхелм Фрик, иако су проглашени кривима су пуштени. Геринг је претрпео рану од метка у ногу, што је довело до тога да је постајао све зависнији од морфијума, и других лекова против болова.
Мада Хитлер није успео да испуни своје прокламоване циљеве, и у ствари, тешко да је могло да се догоди да овако лоше организовани пуч не пропадне - овај догађај је донео нацистима прво велико иступање пред националну јавност, и медијску победу. Док је служио затворску казну, написао је Мајн кампф. Пуч је такође променио Хитлеров став према насилној револуцији као средству за стицање моћи. Од тада је сматрао да у циљу освајања срца Немаца, мора све да ради легално, строго по прописима, јер Немци очигледно нису благонаклоно гледали на непоштовање правила. Одлучио је да ствари постави тако да га немачки народ изабере за диктатора. Касније су га Немци прозвали Adolf Legalité" и Адолф, легалиста.
Процес комбинације, где су конзервативно-националистичко-монархистичке групе мислиле да могу да искористе и контролишу национал-социјалистички покрет, како би дошле на власт, се на трагичан начин поновио десет година касније, 1933. када је Франц фон Папен затражио од Хитлера да оформи владу.

## Присталице нациста који су погинули у пучу
- Феликс Алфарт
- Андреас Бауридл
- Теодор Касела
- Вилијам Ерлих
- Мартин Фауст
- Антон Хехенбергер
- Оскар Кернер
- Карл Кун
- Карл Лафорце
- Курт Нојбауер
- Клаус фон Папе
- Теодор фон дер Пфордтен
- Јохан Рикмерс
- Макс Ервин фон Шојбнер-Рихтер
- Лоренц Ритер фон Странски
- Вилхелм Волф

Ове особе се сматрају првима које су погинуле за нацистичку партију, и Хитлер их помиње у предговору Мајн кампфа као мученике. 1935, су њихови остаци премештени у украшени маузолеј у Минхену. 1947, савезници су уништили маузолеј.

## Разно
- 8. новембра 1939, Хитлер је једва избегао покушај атентата приликом прославе 16. годишњице Пивничког пуча у Минхену.
- Новинари су делом одговорни за поистовећивањем фашиста и нациста.
  - „Фашисти се мобилишу у баварским брдима“, Њујорк тајмс, 3. новембар 1923.
  - „Баварски фашисти нестрпљиви“, „... баварски војни диктатор, др. фон Кар има потешкоће у напорима да заузда баварске фашисте...“ Њујорк тајмс, 7. новембар 1923.
- Политички диспаритет фон Кара и Хитлера се види када уредник ројалистичких новина, и писац говора за фон Кара, Паул Егентер, пита Пенера, док је закључан у пивници: „Не постоји ли суштинска контрадикција између фон Карових монархистичких, и Хитлерових републиканско-диктаторских циљева?“ Munich 1923, pp. 168.
  - Неспоразуми ове врсте се виде у насловима Њујорк тајмса: „Јављено је да монархистичке снаге марширају на Берлин“, „Лудендорф предводи ројалистичку армију“.